# Aristolochia melgueiroi
Aristolochia melgueiroi är en piprankeväxtart som beskrevs av K. Barringer & F. Guánchez. Aristolochia melgueiroi ingår i släktet piprankor, och familjen piprankeväxter. Inga underarter finns listade i Catalogue of Life.